# Kitáb-i-Íqán

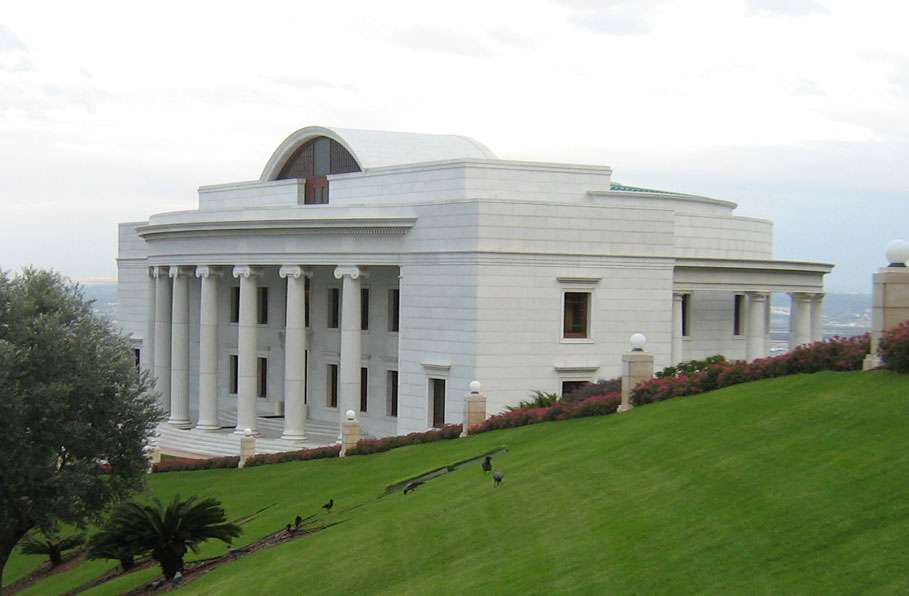
Centro insegnamento Bahai, Haifa

Il Kitáb-i-Íqán o Iqan (in arabo الكتاب الإيقان‎?, persiano كتاب ايقان), ossia il Libro della Certezza, è uno dei Libri sacri per i seguaci della Fede bahai. Fu scritto da Bahá'u'lláh, il fondatore della Religione bahai, parte in lingua persiana e parte in lingua araba, nel 1861 durante il suo esilio a Baghdad, allora provincia dell'Impero ottomano.
Il Kitáb-i-Íqán è la più importante opera teologica di Bahá'u'lláh e quindi della Fede bahai; è anche la prima Scrittura bahai a essere stata pubblicata.

Il testo fu tradotto per la prima volta in inglese nel 1904, poi ritradotto, sempre in inglese, nel 1931 da Shoghi Effendi che lo descrisse come 
()

## La storia
Lo zio del Báb, Ḥájí Mírzá Siyyid Muḥammad, era rimasto perplesso quando aveva appreso che il nipote, il Báb, aveva dichiarato di essere il Mahdi, il Messaggero di Dio, il Promesso dell'Islam e, per questo, decise di indagare.
Nel 1861 si recò a Karbila, in Iraq, per visitare il proprio fratello, Ḥájí Mírzá Ḥasan-'Alí, quindi andò a Baghdad per consigliarsi con Bahá'u'lláh.
Bahá'u'lláh rispose alle sue domande con questa opera, il Kitáb-i-Íqán, di 200 pagine, scritta in 48 ore attorno al 15 gennaio 1861..

## Contenuto
Il Kitáb-i-Íqán è costituito da due parti distinte, la prima parte afferma che la Rivelazione Divina è progressiva nel tempo e che le Religioni sono collegate tra di loro in una relazione che vede ogni Religione monoteistica accettare la precedente e spesso profetizzare, anche in termini velati, la successiva.
Poiché il libro è diretto a un Musulmano, Bahá'u'lláh usa versi della Bibbia per mostrare come un Cristiano avrebbe potuto interpretare le allegorie delle proprie Sacre Scritture per arrivare alla Rivelazione Divina successiva e riconoscere il Profeta Maometto.
Con lo stesso ragionamento mostra come un Musulmano, partendo dalle proprie Sacre Scritture può riconoscere la validità della rivelazione del Báb.
La seconda parte, più vasta, prova la missione del Báb attraverso prove logiche e teologiche. Uno dei passaggi più noti e apprezzati di questa parte del Kitáb-i-Íqán è quello chiamato la Tavola del vero Ricercatore.

Shoghi Effendi sintetizza il contenuto del Kitáb-i-Íqán così: 
()